# Alternative Airplay
Alternative Airplay (anteriormente chamado Hot Modern Rock Tracks, Modern Rock Tracks ou Alternative Songs) é uma parada musical dos Estados Unidos que tem aparecido na revista Billboard desde 10 de setembro de 1998. Lista as 40 canções mais reproduzidas nas rádios de rock moderno, muitas das quais são rock alternativo. O Hot Modern Rock foi introduzido como um complemento do Mainstream Rock Tracks e a sua criação foi provocada pela difusão da música alternativa na rádio americana nos anos 1980.
O quadro está baseado exclusivamente no rádio e ao vivo, sendo um componente gráfico do Hot 100. Desde 2007, aproximadamente 80 estações de rádio são monitoradas 24 horas por dia, sete dias por semana pela Nielsen Broadcast Data Systems. As canções são rankeadas por um cálculo do número total de rodadas por semana com a sua "impressão da audiência", que se passa exatamente em quantas vezes foi reproduzida e de cada estação da Arbitron e de cada ouvinte.
Vários artistas de rock não lançam singles comerciais nos EUA. Várias canções populares que não foram editadas como singles comerciais não se qualificaram para o Hot 100 antes de dezembro de 1998, mas muito bem realizado no Modern Rock Tracks.
Gradualmente, quando o rock alternativo se convertia em um estilo dominante (particularmente encabeçado pela explosão de grunge nos anos 90), Modern Rock Tracks e Mainstream Rock Tracks se tornaram mais e mais semelhantes, ambos com o mesmo lote de canções.
A primeira canção a alcançar a posição de #1 no Modern Rock Tracks foi "Peek-a-Boo" da banda Siouxsie and the Banshees.

## Recordes
- Artistas com mais canções em primeiro lugar:

Red Hot Chili Peppers (12)
Green Day (11)
Linkin Park (10)
Foo Fighters (9)
U2 (8)
R.E.M. (6)
- Artistas com mais canções em primeiro acumulado na semana:

Red Hot Chili Peppers (85)
Foo Fighters (74)
Linkin Park (72)
Green Day (50)
Muse (40)
U2 (32)
- Três canções que já estrearam em primeiro lugar neste gráfico:

"What's the Frequency, Kenneth?" por R.E.M. (1994)
"Dani California" por Red Hot Chili Peppers (2006)
"What I've Done" por Linkin Park (2007)
- 23 canções que passaram dez semanas ou mais, em primeiro lugar. São as seguintes:

19 semanas
"Madness" — Muse (2012-13)
18 semanas
"The Pretender" — Foo Fighters (2007)
17 semanas
"Uprising" — Muse (2009)
16 semanas
"Scar Tissue" — Red Hot Chili Peppers (1999)
"It's Been Awhile" — Staind (2001)
"Boulevard of Broken Dreams" — Green Day (2004)
15 semanas
"Sex and Candy" — Marcy Playground (1997)
"What I've Done" — Linkin Park (2007)
14 semanas
"By the Way" — Red Hot Chili Peppers (2002)
"Dani California" — Red Hot Chili Peppers (2006)
13 semanas
"Otherside" — Red Hot Chili Peppers (2000)
"How You Remind Me" — Nickelback (2001)
"Rope" — Foo Fighters (2011)
12 semanas
"Hemorrhage (In My Hands)" — Fuel (2000)
"Numb" — Linkin Park (2003)
"New Divide" — Linkin Park (2009)
11 semanas
"My Own Worst Enemy" — Lit (1999)
"Kryptonite" — 3 Doors Down (2000)
"Pork and Beans" — Weezer (2008)
"You're Gonna Go Far, Kid" — The Offspring (2008)
"Lay Me Down" — The Dirty Heads featuring Rome Ramirez (2010)
10 semanas
"Wonderwall" — Oasis (1995)
"All My Life" — Foo Fighters (2002)
"Tighten Up" — The Black Keys (2010)